# Последний шанс (фильм, 1947)
«Последний шанс» — французский фильм 1947 года режиссёра Жана Деланнуа, номинировался на главный приз Каннского кинофестиваля.
По сценарию Жана-Поля Сартра «Les Jeux sont Faits» — это идиоматическое французское выражение; фраза крупье при игре в рулетку: «ставки сделаны».

## Сюжет
Франция под немецкой оккупацией. Ранее не знакомые Ева и Пьер встречаются в таинственной деревне, в которую они непонятно как попали — но оба чувствуют, что давно любят друг друга. Придя в местную администрацию они узнают, что это дом ожидания, где решается судьба умерших — они в загробной жизни.
Они только что погибли, в один и тот же миг. Еву, богатую французскую аристократку, отравил муж — нацистский чиновник, рассчитывающий на наследство и желающий жениться на её младшей сестре. Пьера, бедного рабочего, коммуниста, лидера движения Сопротивления узнавшего о готовящейся облаве гестапо, застрелил провокатор.
Неведомый Голос сообщает им, что им было суждено при жизни встретиться и полюбить друг друга, но им помешали другие. Им позволяется вернуться в мир живых, где за 24 часа они должны ближе узнать друг друга, развить чувства и стать парой — тогда они смогут остаться вместе навсегда в загробной жизни. Если же по истечении суток они всё ещё будут далёкими друг другу, то вернувшись к мёртвым будут разлучены навеки…
И вот они возвращаются к жизни, но у влюблённых будет лишь один миг страсти — обстоятельства требуют их вмешательства в дела мира, и вместо того чтобы наслаждаться друг другом и углублять и без того острые чувства, эти двое свой короткий срок тратят на помощь другим: вначале выполняют просьбу встреченного ими в деревне мертвеца помочь его оставшейся одной маленькой дочке, а затем, видясь лишь мимолётно, в спешке бегают по городу: Ева ищет свою сестру, чтобы сообщить ей о вероломстве своего мужа, а Пьер спешит на встречу участников Сопротивления, чтобы предупредить их об облаве гестапо и рассказать о провокаторе.
24 часа истекают, им предстоит вернуться в загробную жизнь, где, как не успевшим сблизиться при жизни, им будет запрещено когда-либо увидеть друг друга снова.

## В ролях
- Мишлин Прель — Ева Шалье
- Марчелло Пальеро — Пьер Дюмани
- Фернан Фабр — Андре Шалье, муж Евы
- Колетт Рипер — Люсетта, сестра Евы
- Марсель Мулуджи — Люсьен, провокатор
- Робер Дальбан — Жорж
- Жак Эрвин — Жан Агуэрра
- Маргарит Морено — женщина из загробного мира
- Шарль Дюллен — маркиз
- Даниэль Делорм — утопленница
- Соланж Прадель — официантка
- Рено Мари — полицейский

## Критика
редкий из выживших фильмов левого крыла, которые были широко распространены в Европе после 1945 года. Английские либеральные критики упускали из виду классовые проблемы и видели только поэтический фатализм. Сталинские писаки ругали за отсутствие положительных героев и пение завтрашнему дню. … Сюжет горько оплакивает упущенную возможность для французской революции в 1945 году. Хотя фильм немного подорван жёсткой режиссурой Жана Деланнуа, он оснащён декором «кубистического рая» и эстетикой типа Л’Эрбье. Обязательно к просмотру для истиных ценителей.
Оригинальный текст (англ.)those Left wing movies which loomed large in Europe after 1945. English liberal critics missed their class issues and saw only poetic fatalism. Stalinist hacks punished them for lacking positive heroes and singing tomorrows. ….The plot bitterly laments the lost opportunity for a 1945 French Revolution. Though it’s sapped by Delannoy’s stiffish direction, it’s kitted out with 'cubist Heaven' decor and a L’Herbier-type aesthetic. Compulsive for connoisseurs.
— Les Jeux sont Faits // Time Out